# Helen Asciak
Helen Asciak (* 29. Januar 1963 in San Ġiljan als Helen Degiorgio) ist eine ehemalige maltesische Tennisspielerin.

## Karriere
Helen Asciak war jahrelang die beste maltesische Tennisspielerin und repräsentierte ihr Land in zahlreichen Tenniswettbewerben.
1987 gewann Asciak die Bronzemedaille im Dameneinzel und an der Seite von Carol Curmi die Goldmedaille im Damendoppel bei den Spielen der kleinen Staaten von Europa. 1989 gewann Asciak abermals die Bronzemedaille im Dameneinzel und an der Seite von Carol Curmi die Goldmedaille im Damendoppel bei den Spielen der kleinen Staaten von Europa. 1991 gewann Asciak abermals an der Seite von Carol Curmi die Goldmedaille im Damendoppel bei den Spielen der kleinen Staaten von Europa. Außerdem war sie Fahnenträgerin für die maltesische Nationalmannschaft. 1993 gewann Asciak abermals an der Seite von Carol Curmi die Goldmedaille im Damendoppel bei den Spielen der kleinen Staaten von Europa. 1995 gewann Asciak an der Seite von Carol Curmi die Bronzemedaille im Damendoppel bei den Spielen der kleinen Staaten von Europa. 1997 gewann Asciak die Bronzemedaille an der Seite von Lisa Camenzuli im Damendoppel bei den Spielen der kleinen Staaten von Europa.
Von 1987 bis 2002 spielte Helen Asciak für die maltesische Billie-Jean-King-Cup-Mannschaft und bestritt in 40 Begegnungen 58 Spiele. Ihre Billie-Jean-King-Cup-Bilanz weist 30 Siege bei 28 Niederlagen aus, davon konnte sie 14 Einzel und 16 Doppel für ihre Mannschaft entscheiden. 2016 wurde sie von der ITF für ihre Leistungen und die langjährige Teilnahme am Wettbewerb geehrt.
2004 wurde Helen Asciak Captain der maltesischen Billie-Jean-King-Mannschaft.

## Persönliches
Im Marsa Sports Club auf Malta betreibt Helen Asciak zusammen mit ihrem Mann Gordon Asciak und ihrem Sohn Matthew Asciak sowie Elaine Genovese die Asciak Tennis Academy. Sie ist die Jüngste von fünf Geschwistern; ihren Mann Gordon heiratete sie 1985 und hat außer Matthew noch einen weiteren Sohn Gordon Junior.

## Ehrungen
Helen Degiorgio wurde 1977 von der Malta Sports Journalists Assocition als Sportlerin des Jahres ausgezeichnet.